# Earl Brown
Earl Brown (Huntington Station, 23 giugno 1952) è un ex cestista statunitense con cittadinanza portoricana.

## Carriera
È stato selezionato dai New York Knicks al nono giro del Draft NBA 1974 (157ª scelta assoluta).
Con Porto Rico ha disputato due edizioni dei Giochi olimpici (Monaco 1972, Montréal 1976).